# Evangelina Elizondo
Gloria Evangelina Elizondo López-Llera (Ciudad de México, 28 de abril de 1929-Ciudad de México, 2 de octubre de 2017), conocida como Evangelina Elizondo, o como las piernas más bonitas de México, apodo que compartió con las actrices Sonia Furió, Lilia Prado y Rosita Quintana, fue una actriz y cantante mexicana.
Es reconocida por haber sido la primera actriz en prestar su voz para doblar al español mexicano al personaje de Cenicienta en la película animada del mismo nombre, lanzada en 1950 por la compañía Walt Disney. Posteriormente, logró establecerse como una de las actrices en formar parte de la Época de Oro del cine mexicano.

## Biografía y carrera

### 1929-1950: primeros años
Gloria Evangelina Elizondo López-Llera nació el 28 de abril de 1929 en Ciudad de México. Su madre fue la pintora Evangelina López Llera. Siendo una niña, su abuela materna la llevaba a la ópera y le enseñó a cantar, además de siempre haber mostrado gran interés por las artes y viéndose desinteresada tanto por la escuela como por las asignaturas escolares.
Estudió teología en la Universidad La Salle, aunque más tarde optó por dejar sus estudios y en su lugar comenzar una carrera artística.

### 1950-1952: voz de Cenicienta e inicios
Su padre originario de Monterrey, era muy conservador y no aceptaba que una de sus hijas se presentara en una obra teatral. En 1950, a los 21 años, su hermano José Carlos la llevó a un concurso realizado en la estación de radio XEW para elegir a una mujer que doblara al español al personaje de Cenicienta en la película animada homónima de ese año, producida por Walt Disney. Logró pasar la primera etapa del concurso y nueve meses después, el actor de doblaje mexicano Edmundo Santos le llamó por teléfono para que se presentara a los Estudios Churubusco a la final del concurso, el cual logró ganar. Su padre quien admiraba los trabajos de animación y películas de Walt Disney, al principio se mostró indiferente por el éxito de su hija, pero más tarde la apoyó con la condición de que aceptara que la acompañara durante sus grabaciones de doblaje, a lo cual ella accedió. Ese mismo año, se presentó e hizo su primera aparición pública como bailarina en el «Teatro Magno» y después de esto decidió comenzar a participar en varias producciones teatrales. En sus propias palabras, nunca estudió actuación y solamente hizo lo que pensaba era correcto para poder actuar.

### 1952-1956:Época de Oro del cine mexicano

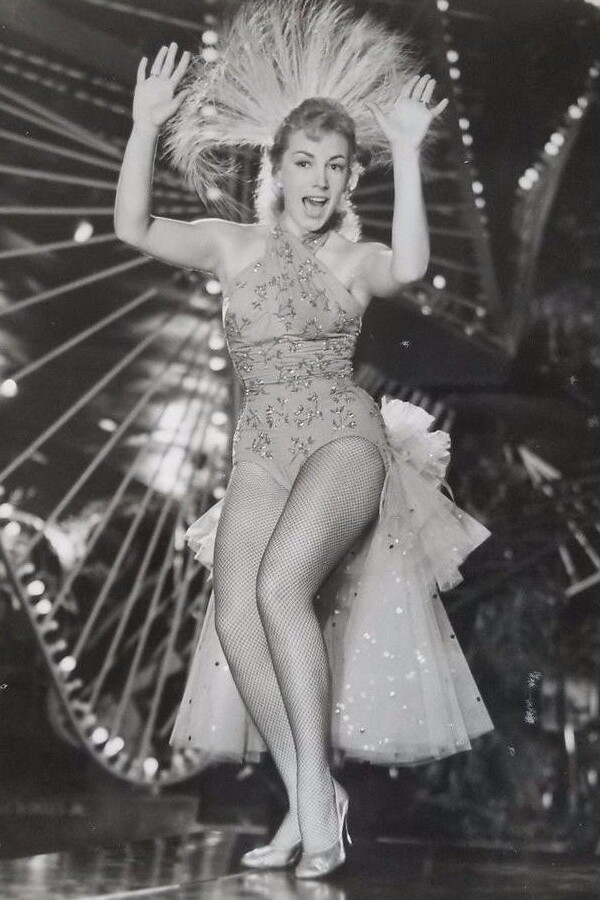
Presentación en el cabaré Tropicana, c. 1950.

Al poco tiempo, ingresó al cine durante la Época de Oro del cine mexicano, haciendo su debut cinematográfico en 1952 con la película, Las locuras de Tin-Tan, y al mismo tiempo apareciendo en el cortometraje musical estadounidense, RKO Screenliner: Swingtime in Mexico, en el que interpretó una canción titulada, «Tell Me Why». Al año siguiente, en 1953, apareció en las producciones; Amor, Qué Malo Eres! (1953), Genio y figura (1953) y Frontera Norte (1953).
En 1954 solo apareció en una película titulada La intrusa. Su carrera como actriz dio grandes frutos en el año 1955 al participar en ocho películas las cuales fueron; Educando a papá (1955) coproducida con España, Amor de lejos (1955), la producción española-argentina titulada El tren expreso (1955), ¡Qué bravas son las costeñas!... (1955), Música, espuelas y amor (1955), Los tres Villalobos (1955), La venganza de los Villalobos (1955), y Fugitivos: Pueblo de proscritos (1955). Su carrera artística continuó en ascenso al año siguiente, 1956, al aparecer en las películas; Mi canción eres tú (1956), Viva la juventud! (1956), No me platiques más (1956), Los platillos voladores (1956), Las zapatillas verdes (1956), y Rapto al sol (1956).

### 1957-1997: consagración, lucha personal y televisión
Concluido el cine de oro, su filmografía prosiguió en 1957, año en el que solamente estrenó una película coproducida con Cuba, Tropicana. Continuó manteniéndose activa primeramente participando en cinco películas de 1958 las cuales fueron; Te vi en tv (1958), Tú y la mentira (1958), Música en la noche (1958), Manos arriba (1958), y El castillo de los monstruos (1958), y en 1959 solamente apareciendo en las películas; El superflaco (1959), y Ángel del infierno (1959).
Al comenzar los años sesenta, Elizondo rápidamente realizó sus primeras películas en esta nueva década siendo estas: Verano violento (1960), y Una canción para recordar (1960), ambas de 1960. El 27 de mayo de ese mismo año, su vida atravesó por una tragedia cuando su exesposo, José Luis Paganoni, asesinó en un crimen pasional al que fue su amigo y colega, el actor Ramón Gay. Ambos se encontraban platicando dentro del automóvil del histrión afuera del edificio donde ella vivía, cuando Luis apareció y los atacó. Gay fue malherido por un disparo y fue trasladado a un hospital, donde falleció a los 42 años.
Tras este suceso, su carrera prosiguió al año siguiente, en 1961, al aparecer en las producciones; México lindo y querido (1961), Tres balas perdidas (1961), y La furia del ring (1961). Al año siguiente en 1962 participó en los filmes; Los falsos héroes (1962), y la producción Argentina La chacota (1962). Un año después, en 1963, solamente realizaría la cinta Días de otoño (1963). Después de tomarse un descando en 1964 sin aparecer en ninguna producción, Elizondo hizo su regreso en 1965 con las películas; Un hombre en la trampa (1965), El amor no es pecado (El cielo de los pobres) (1965), Pistoleros del oeste (1965), y Un callejón sin salida (1965). Continuó su filmografía en 1966 con; El tragabalas (1966), y Esta noche no (1966). Para el año 1967 su trayectoria artística prosiguió con las producciones; Domingo salvaje (1967), Un novio para dos hermanas (1967) coproducida con España, Don Juan 67 (1967), y por primera vez en su carrera apareció en un proyecto realizado para la televisión en la telenovela Frontera (1967). Para concluir esta década, Elizondo primeramente apareció con un papel en la película El misterio de los hongos alucinantes realizada en 1968, y al año siguiente en 1969 trabajó en los filmes; El matrimonio es como el demonio (1969), y El hombre de negro (1969).
Durante los años setenta, se mantuvo con una carrera de bajo perfil y solamente formó parte de unas cuantas películas siendo estas; Gregorio y su ángel de 1970 coproducida con Estados Unidos, La generala de 1971, y Te quiero de 1979. Utilizó la misma fórmula para los ochenta apareciendo en unas cuantas producciones en los dos últimos años de esta década, primeramente en 1988 con las películas El secreto de la ouija titulada de esta manera en México pero que fue realizada en idioma inglés y pretendía ser dirigida a un público extranjero bajo el nombre Don't Panic (en español «Que no cunda el pánico»), subsecuentemente también fue doblada al, ¿Nos traicionará el presidente? (1988) y tuvo un papel en la telenovela El Pecado de Oyuki. Para concluir el año, en 1989 realizó el filme estadounidense coproducido con México Romero, y apareció en el episodio titulado «Pin pon papas» de la serie de televisión La hora marcada.
Elizondo también dirigió una orquesta que llevaba su nombre y que adquirió buen cartel por los años 1960 y 1970 e hizo presentaciones en varias ciudades importantes de México.

### 1997-2016:Mirada de mujer, trabajos y vida posterior
Luego de pasar desapercibida por un tiempo, a finales de los noventa e inicios de los dos mil, obtuvo un éxito renovado gracias a «Mamalena»,  papel que personificó por primera vez en la telenovela, Mirada de mujer, transmitida de 1997 a 1998. Repitió el mismo papel cinco años después en Mirada de mujer, el regreso, una continuación del mismo melodrama que se emitió de 2003 a 2004.
Fue presidenta de la Comisión de Fiscalización y Vigilancia de 2005 a 2006.
En 2010, tomó el cargo de Secretaria de Trabajo y Conflictos en la Asociación Nacional de Actores (ANDA), para la cual ya era una socia honoraria desde 1990. En octubre de 2012 fue destituida de su cargo por supuestas irregularidades en su gestión, traición y actos indebidos, por lo cual interpuso una demanda por «despido injustificado» contra los dirigentes de la asociación, quienes pretendían suspender sus derechos y desechar sus acusaciones en una asamblea extraordinaria que se realizó en el teatro Jorge Negrete, donde se dice que se colocaron cuatro perros doberman frente a la puerta del lugar a manera de intimidación, los cuales Elizondo enfrentó y poco a poco lograría calmar. Su demanda interpuesta continuo hasta el año 2013, la cual finalmente logró ganar y fue restituida de su cargo, además de que se le pagara la cantidad de 100,100 pesos mexicanos desde el día que dejó de percibir el sueldo y hasta el momento en que su periodo como secretaria concluyera. Además de esta demanda, también interpuso otra en contra de las actrices Silvia Pinal, Yolanda Ciani y Andrea Coto por «daño moral» y si lograba ganar el juicio, pediría la cantidad de dos millones y medio de pesos de indemnización. Llegó a declarar que las tres actrices eran sus enemigas y le hicieron «la vida de cuadritos» (expresión que se utiliza para decir que alguien le está haciendo la vida difícil a otra persona) durante su estancia como secretaria en la ANDA. Por otra parte, Pinal desestimaría la demanda en su contra, de la cual se tiene registro que continuo hasta el año 2014 y después no se supo más del asunto. Tiempo después, Yolanda Ciani declaró que llegó a reconciliarse con Elizondo.
En 2016, luego de que se le rindió homenaje en el Festival Internacional de Cine de Guanajuato, anunció su retiro de la actuación.

## Muerte
El 2 de octubre de 2017, Elizondo falleció en Ciudad de México a los 88 años. Su cuerpo fue cremado, y sus cenizas fueron llevadas a descansar a la Parroquia del Señor de la Resurrección de Bosques de las Lomas, ubicada en la misma ciudad.

## Legado
El 28 de abril de 2019, Google le dedicó un Doodle de Google, en celebración por su cumpleaños número noventa.

## Filmografía

### Cine
- 2016, Princesa, una historia verdadera
- 2013, Me late chocolate
- 2005, Las Buenrostro
- 2003, E pur si muove
- 1997, Alta tensión
- 1995, Un paseo por las nubes
- 1995, En el paraíso no existe el dolor
- 1991, ¿Nos traicionará el presidente?
- 1989, Romero
- 1988, El secreto de la ouija
- 1979, Te quiero
- 1971, La generala
- 1970, Gregorio y su ángel
- 1969, El hombre de negro
- 1969, El matrimonio es como el demonio
- 1968, El misterio de los hongos alucinantes
- 1967, Don Juan 67
- 1967, Un novio para dos hermanas
- 1967, Domingo salvaje
- 1966, Esta noche no
- 1966, El tragabalas
- 1965, Un callejón sin salida
- 1965, Pistoleros del oeste
- 1965, El amor no es pecado (el cielo de los pobres)
- 1965, Un hombre en la trampa
- 1963, Días de otoño
- 1962, Los falsos héroes
- 1962, La chacota
- 1961, La furia del ring
- 1961, Tres balas perdidas
- 1961, México lindo y querido
- 1960, Una canción para recordar
- 1960, Verano violento
- 1959, Ángel del infierno
- 1959, El superflaco
- 1958, El castillo de los monstruos
- 1958, Manos arriba
- 1958, Música en la noche
- 1958, Tú y la mentira (1958)
- 1958, Te vi en tv (1958)
- 1957, Tropicana
- 1956, Rapto al sol
- 1956, Las zapatillas verdes
- 1956, Los platillos voladores
- 1956, No me platiques más
- 1956, ¡Viva la juventud!
- 1956, Mi canción eres tú
- 1955, La venganza de los Villalobos
- 1955, Los tres Villalobos
- 1955, Música, espuelas y amor
- 1955, Qué bravas son las costeñas
- 1955, El tren expreso
- 1955, Amor de lejos
- 1955, Educando a papá
- 1955, Fugitivos: Pueblo de proscritos
- 1954, La intrusa
- 1953, Frontera norte
- 1953, Genio y figura
- 1953, Amor, qué malo eres
- 1952, RKO Screenliner: Swingtime in Mexico
- 1952, Las locuras de Tin-Tan
- 1950, La Cenicienta  voz de la Cenicienta.[90]

### Televisión
- 2017, Érase una vez  Ágata.[91]
- 2009, Pasión morena Doña Josefina Vda. de Sirenio.
- 2006, Amores cruzados  Sara.
- 2004, La heredera
- 2003, Mirada de mujer: El regreso   Doña Elena viuda de Domínguez «Mamálena».
- c. 2001, Lo que callamos las mujeres episodio «10 de mayo».
- 2001, Cuando seas mía  Doña Inés Ugarte Vda. de Sánchez Serrano «Mamáne».
- 1999, Besos prohibidos  Cristina.
- 1998, Tres veces Sofía  Magnolia.
- 1997, Mirada de mujer Doña Elena viuda de Domínguez «Mamálena».
- 1992, El abuelo y yo Sofía.
- 1989, La hora marcada
- 1988, El pecado de Oyuki Diana.
- 1967, Frontera.

## Nominaciones

### Premios TVyNovelas
| Año  | Categoría            | Telenovela      | Resultado |
| ---- | -------------------- | --------------- | --------- |
| 1998 | Mejor primera actriz | Mirada de mujer | Nominada  |